# 124 هـ
124 هـ هي سنة في التقويم الهجري امتدت مقابلةً في التقويم الميلادي بين سنتي 741 و742.

## مواليد
- بشر بن بكر
- يحيى بن سلام

## وفيات
- بلج بن بشر القشيري
- حبيب بن أبي عبيدة الفهري
- عامر بن عبد الله بن الزبير
- ابن شهاب الزهري
- يونس بن عبيد
- سنة 124 هـ الموافق حوالي 741 م توفي الإمام الحافظ بن شهاب الزهري المدني، أول من وضع كتابا في علم الحديث.